# Konvikt

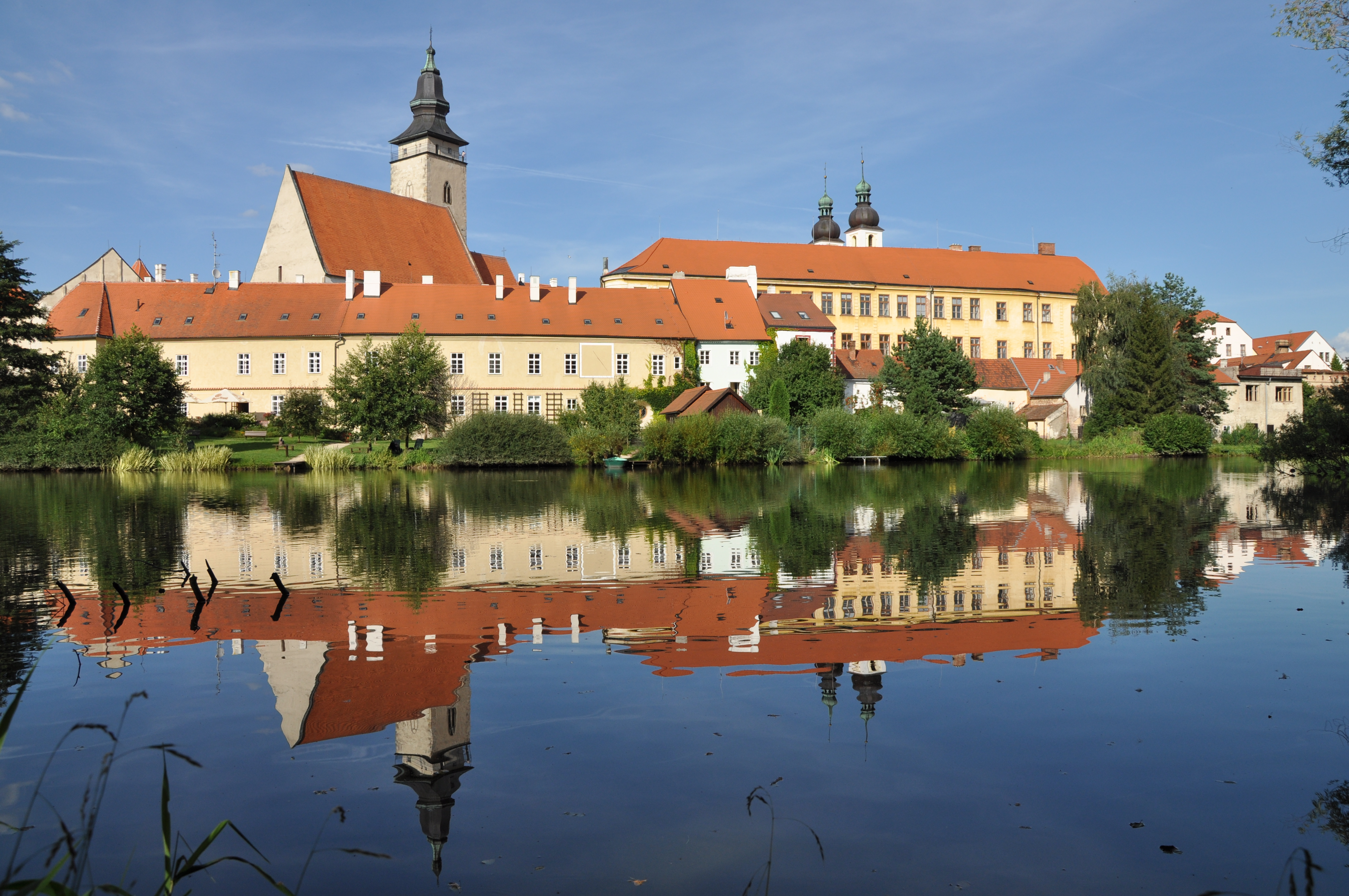
Konvikt svatých Andělů v Telči

Konvikt (z lat. convīctus, spolužití, společenství, z con-, „spolu“ a vivo, „žít“) obecně označuje společný domov s nějakým duchovním programem. Může se jednat například o internát pro studenty klášterních škol, či přípravku na studium kněžství (tzv. teologický konvikt), v němž povinně (biskup po zralé úvaze může kandidátovi tento rok prominout a poslat jej rovnou studovat seminář) tráví rok uchazeči o vstup do diecézních kněžských seminářů v Praze (Arcibiskupský seminář v Praze) nebo Olomouci (Arcibiskupský kněžský seminář).